# Montfaucon (Suíça)
Montfaucon é uma comuna da Suíça, situada no distrito de Franches-Montagnes, no cantão de Jura. Tem 14,82 km² de área e sua população em 2018 foi estimada em 603 habitantes.